# ويات ويتون أندرسون
ويات ويتون أندرسون (بالإنجليزية: Wyatt Wheaton Anderson)‏ هو عالم بيولوجي أميركي وراثي تطوري. وهو أستاذ متخرج من مؤسسة الخريجين في قسم علم الوراثة في كلية فرانكلين للفنون والعلوم بجامعة جورجيا. كما كان عميد كلية فرانكلين للفنون والعلوم منذ عام 1992 وحتى تقاعده في عام 2004. وكان عضوًا في الأكاديمية الوطنية للعلوم منذ عام 1987، وهو أيضًا زميل في الأكاديمية الأمريكية للفنون والعلوم والجمعية الأمريكية لتقدم العلوم.
يشتهر ويات بأبحاثه حول علم الوراثة التطوري للدروسوفيلا أو المُسماة بذبابة الفاكهة. وفي عام 2012، شارك في تأليف دراسة مع باتريشيا أدير غواتي ويونغ كيو كيم، حيث حاولوا وفشلوا في تكرار دراسة شهيرة أجراها أنجوس جون بيتمان في عام 1948. أشارت نتائجهم إلى أن بيتمان كان مخطئًا في استنتاجاته أن ذبابة الدروسوفيلا الميلانوغاستر كانت شاذة وأن الإناث كانت أكثر انتقائية فيما يتعلق بسلوكهن في التزاوج.

## حياته الشخصية
تزوّج ويات من مارغريت أندرسون، وهي خبيرة إحصائية شاركت في تأسيس دبلومة وايات ومارغريت أندرسون في الفنون في معهد UGA. كان أول متلقٍ لهذه الدرجة الأستاذة فريدريك بورشينال في عام 2006.

### روابط خارجية
- Faculty page